# Tapferkeitsauszeichnung (Italien)
Die italienischen Auszeichnungen für militärische Tapferkeit (italienisch Ricompense al valor militare) sind die Tapferkeitsauszeichnungen für Angehörige der Streitkräfte Italiens. Sie wurden 1793 als Tapferkeitsmedaille in Gold und Silber gestiftet und werden seit 1833 durchgängig zunächst vom Königreich Sardinien, dann dem Königreich und heute der Republik Italien verliehen. 1922 wurden sie um das Kriegskreuz für Tapferkeit erweitert und werden seitdem in vier Stufen vergeben:
- Goldmedaille für militärische Tapferkeit (italienisch Medaglia d‘oro al valor militare, MOVM)
- Silbermedaille für militärische Tapferkeit (italienisch Medaglia d‘argento al valor militare, MAVM)
- Bronzemedaille für militärische Tapferkeit (italienisch Medaglia di bronzo al valor militare, MBVM)
- Kriegskreuz für militärische Tapferkeit (italienisch Croce di guerra al valor militare, CGVM)

Tapferkeitsmedaille in Gold seit 1949
Tapferkeitsmedaille in Silber seit 1949
Tapferkeitsmedaille in Bronze seit 1949
Kriegskreuz für Tapferkeit ab 1949

## Geschichte
Die erste Tapferkeitsmedaille wurde am 21. Mai 1793 von König Viktor Amadeus III. von Sardinien in Gold und Silber gestiftet und Unteroffizieren und Mannschaften für herausragende Tapferkeit vor dem Feind verliehen. Erster Träger war der Marinesoldat Domenico Millelire. Unter Karl Emanuel IV. konnte die Medaille ab 1796 auch Kompanien und Eskadronen verliehen werden.
Viktor Emanuel I. erneuerte sie am 1. April 1815, ersetzte sie jedoch bereits am 14. August desselben Jahres durch den Militärorden von Savoyen.
Aufgrund der hohen Anforderungen des Militärordens führte Karl Albert von Savoyen 26. März 1833 die Tapferkeitsmedaille wieder ein. Sie wird seitdem an Armeeangehörige unabhängig vom Dienstgrad für Taten verliehen, die besondere Tapferkeit erfordern.
Seit dem Ersten Italienischen Unabhängigkeitskrieg (1848/1849) wird die Tapferkeitsmedaille in Gold auch an Gemeinden verliehen. Für Taten, die nicht den Erfordernissen der Tapferkeitsmedaille genügten, führte Karl Albert die „ehrenvolle Erwähnung“ ein, die 1887 von Viktor Emanuel III. in die Tapferkeitsmedaille in Bronze umgewandelt wurde.

Tapferkeitsmedaille in Gold 1833–1949
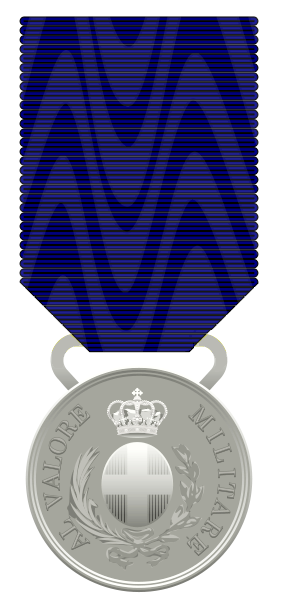
Tapferkeitsmedaille in Silber 1833–1949
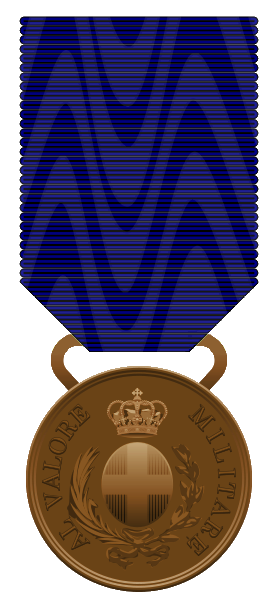
Tapferkeitsmedaille in Bronze 1887–1949

1922 stiftete Viktor Emanuel III. das Kriegskreuz für Tapferkeit, das für eine auszeichnungswürdige militärische Führung im Krieg verliehen wird.
Die Tapferkeitsmedaille in Gold wurde im Zweiten Weltkrieg auch an die beiden deutschen Jagdflieger Joachim Müncheberg am 7. Mai 1941 und Hans-Joachim Marseille am 18. August 1942 verliehen. Seit Ende des Krieges wird sie auch an Regionen und Provinzen verliehen, die sich in der Vergangenheit im Risorgimento oder in der Resistenza ausgezeichnet hatten.

## Dekoration und Trageweise
Die ersten Medaillen von 1793 zeigten das Porträt Viktor Amadeus’ mit der Umschrift VITTORIO AMEDEO III DI SARDEGNA im Avers und im Revers die Inschrift AL VALORE (Der Tapferkeit) unter einem Lorbeerkranz und über Kriegstrophäen. 1796 und 1815 wurden das Porträt und die Namensumschrift jeweils auf die Karl Emanuels IV. bzw. Viktor Emanuels I. geändert.
Ab 1833 zeigen sie das Wappen Italiens, das von einem unten zusammengebundenen Lorbeerkranz umschlossen ist, umgeben von der Inschrift AL VALORE MILITARE (Für militärische Tapferkeit). Rückseitig ist ebenfalls der beschriebene Lorbeerkranz zu sehen, in dessen Mitte der Name der ausgezeichneten Person graviert wurde.

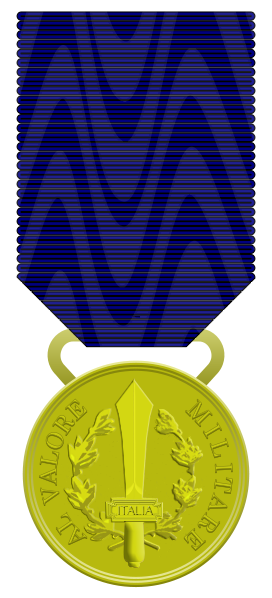
Tapferkeitsmedaille in Gold der RSI

Die Italienische Sozialrepublik (RSI) verlieh die Tapferkeitsmedaille mit einem Schwert statt des Wappens im Avers. Nach der Gründung der Republik Italien im Jahre 1946 wurde 1949 das königliche Wappen durch das heutige Wappen Italiens und die Initialen auf dem Kriegskreuz durch RI (Repubblica Italiana) ersetzt.
Das Kriegskreuz für Tapferkeit besteht aus Bronze und zeigt im Revers die Inschrift AL VALORE MILITARE auf den horizontalen Kreuzarmen, darüber die Initialen RI (Repubblica Italiana) und darunter ein mit Lorbeer umgebenes römisches Schwert, im Avers die Stella d’Italia. Bis 1949 standen über der Inschrift die Initialen VEIII (Vittorio Emanuele III), bis 1943 lautete diese MERITO DI GUERRA (Kriegsverdienst). 1942 wurden Avers und Revers getauscht.

Bandschnalle der Goldmedaille bis 1943

Die Medaille und das Kreuz werden auf der linken Brustseite an einem savoyenblauen Band getragen. An der Bandschnalle wird die Verleihungsstufe mit einem entsprechend farbigen Stern kenntlich gemacht. Seit 1943 ist die Dekoration in Gold zusätzlich von einem Lorbeerkranz umgeben.

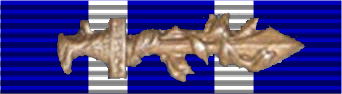
Bandschnalle des Kriegskreuzes bis 1943

Das Kriegskreuz wurde bis 1943 wurde am Band des Kriegsverdienstkreuzes getragen, auf dem das von Lorbeer umrankte römische Schwert mit Lorbeer in Bronze und dem Motto FERT abgebildet war.